# Phường 14, Quận 5
Phường 14 là một phường thuộc Quận 5, Thành phố Hồ Chí Minh, Việt Nam.
Phường 14 có diện tích 0,28 km², dân số năm 2021 là 11.155 người,  mật độ dân số đạt 39.839 người/km².